# Давид Всеславич

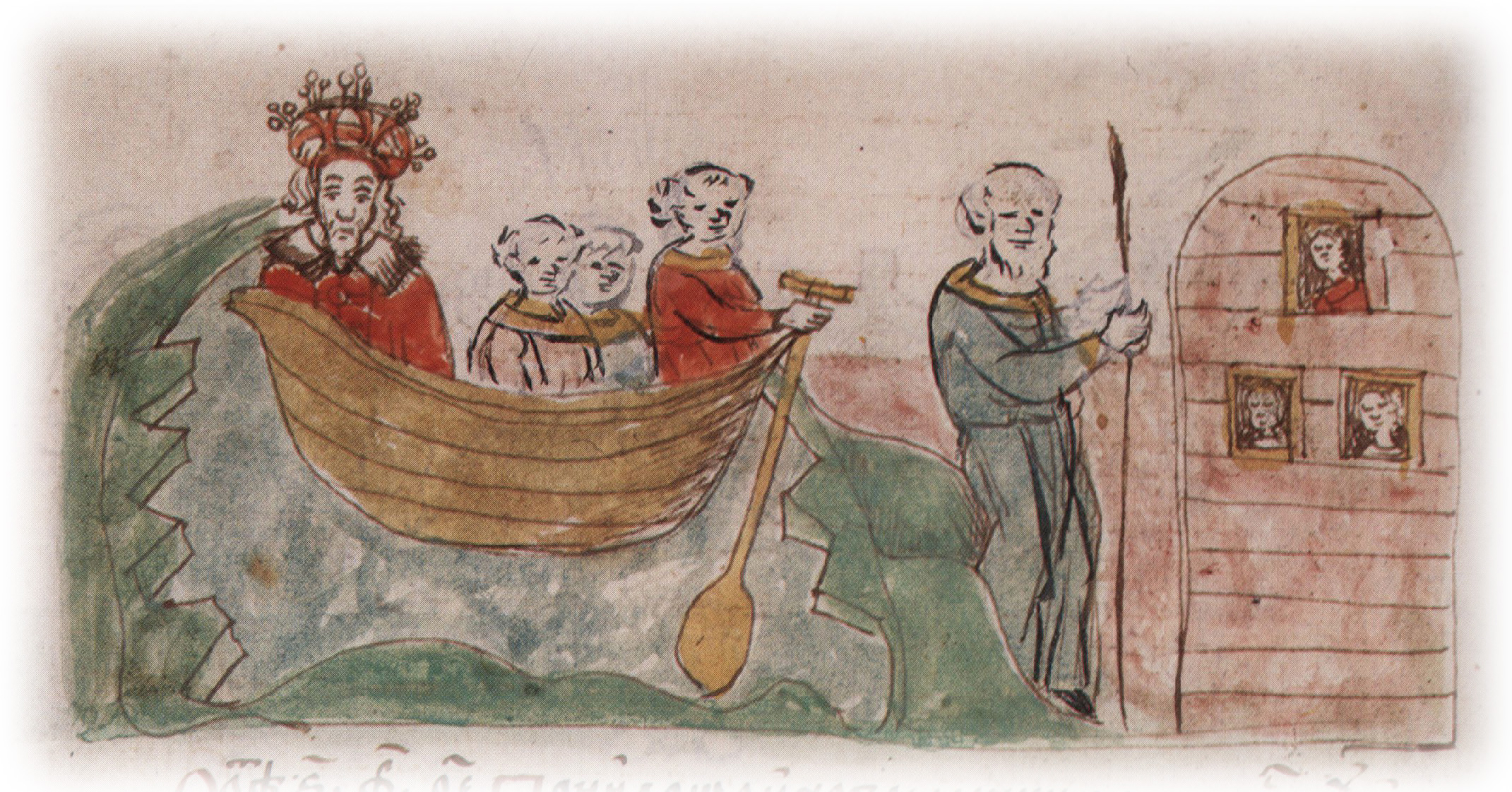

Дави́д Всесла́вич (між 1047—1057 — після 1130) — князь полоцький (1101—1127, 1128—1130) з династії Рюриковичів, гілки Ізяславичів Полоцьких.
Син полоцького князя Всеслава Брячиславича, онук Брячислава Ізяславича і правнук Ізяслава Володимировича.
Старшинство Давида дискусійне. Висувалися думки про те, що він був найстаршим, третім і наймолодшим сином Всеслава.
У 1067 році Давид Всеславич брав участь у переговорах батька Всеслава Брячиславича з Великим князем Київським. 
З 1101 року Давид Всеславич обіймав престол в Полоцьку. Того ж року він очолив полоцьку дружину в поході на половців. У 1127 році князя вигнало міське віче, через нерішучість у протистоянні з Києвом і відстоюванні прав полочан.
Давид Всеславич був одружений із донькою Мстислава Великого.
У 1129 році, за наказом Великого князя Київського Мстислава Володимировича, його разом з синами та іншими Полоцькими князями було вислано до Східної Римської імперії (Візантії).

Князь помер після 1129 року, в вигнанні у Візантії.

## Сім'я
- Батько: Всеслав Брячиславич
- Матір:
- Брати:

- Рогволод Всеславич
- Гліб Всеславич
- Роман Всеславич
- Святослав Всеславич
- Ростислав Всеславич

- Сестри:
- Дружини:донька Мстислава Великого.
- Коханки:
- Сини: Брячислав Давидович
- Доньки: